# جزيرة أناكابا

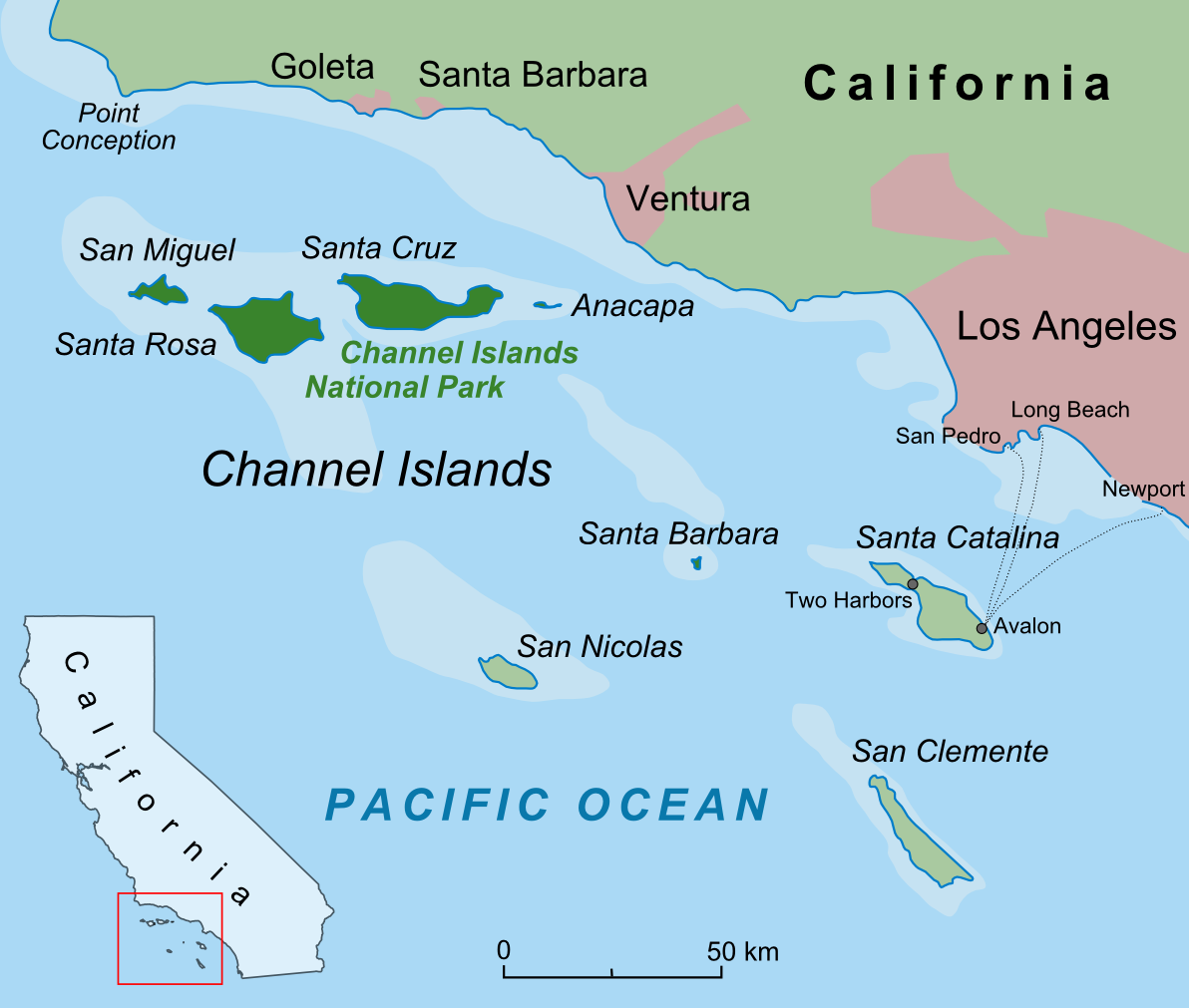
خريطة جزر القناة

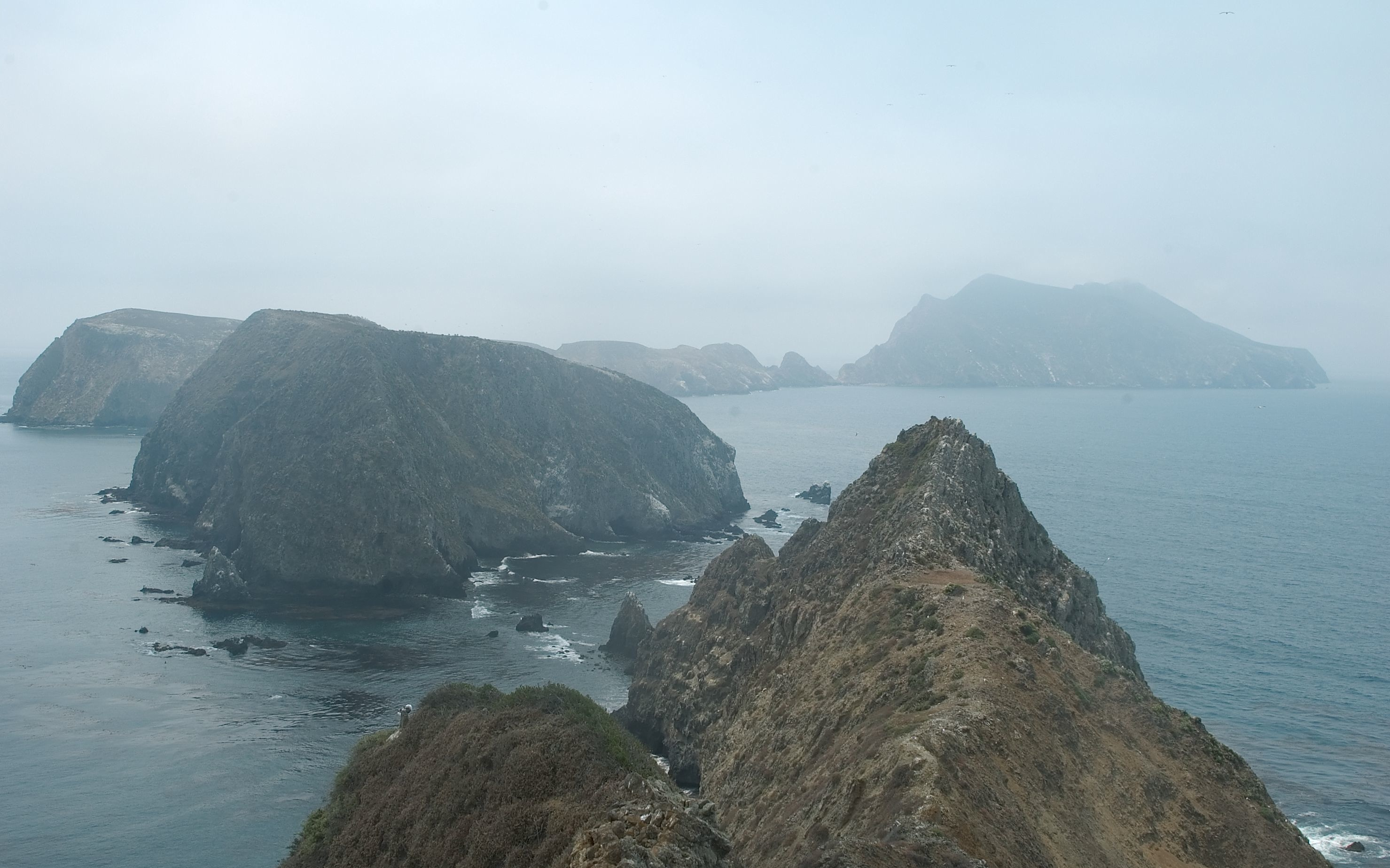
الجزر الوسطى والغربية لجزيرة أناكابا.

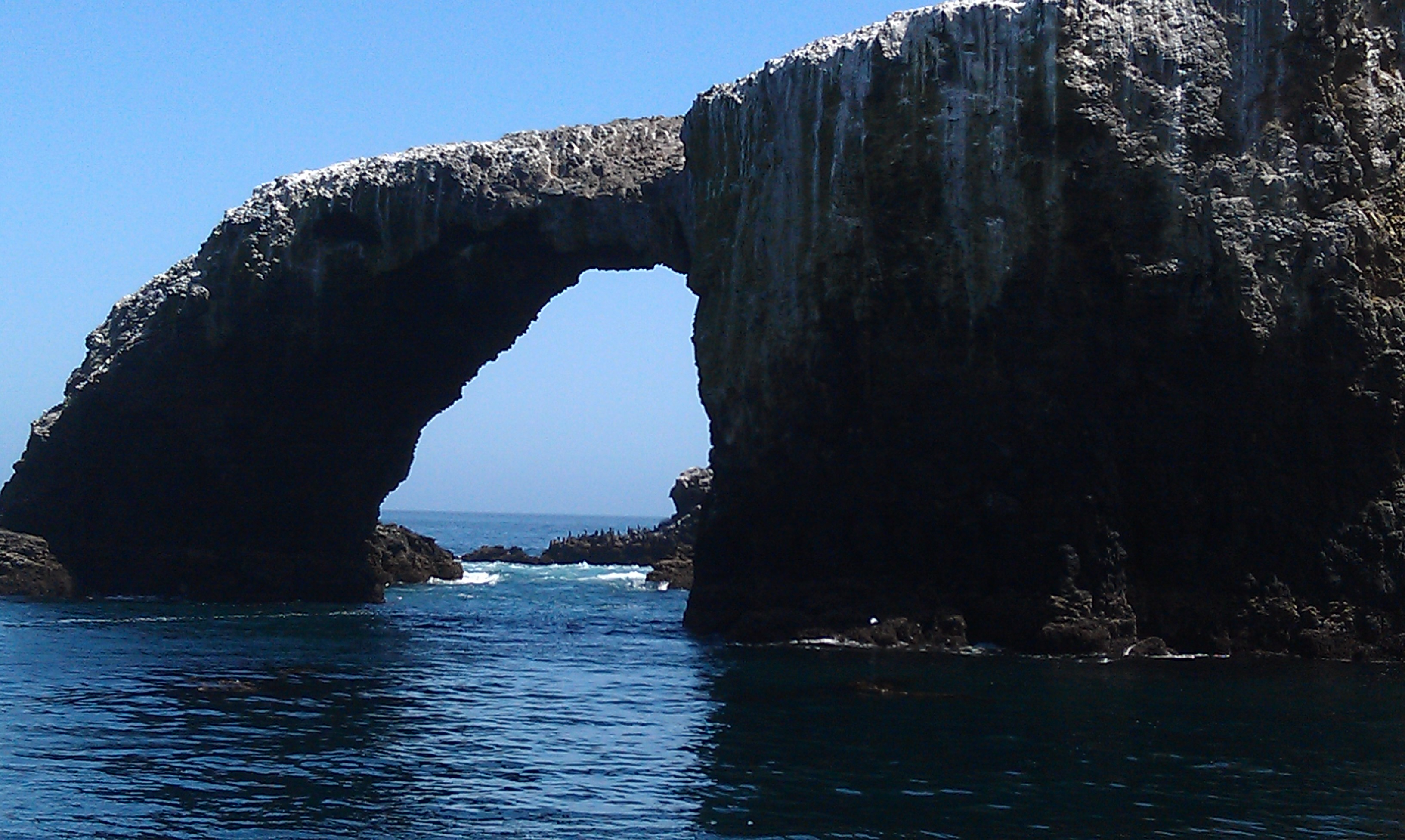
جسر طبيعي على الطرف الشرقي للجزيرة. انظر أدناه للحصول على عرض جوي

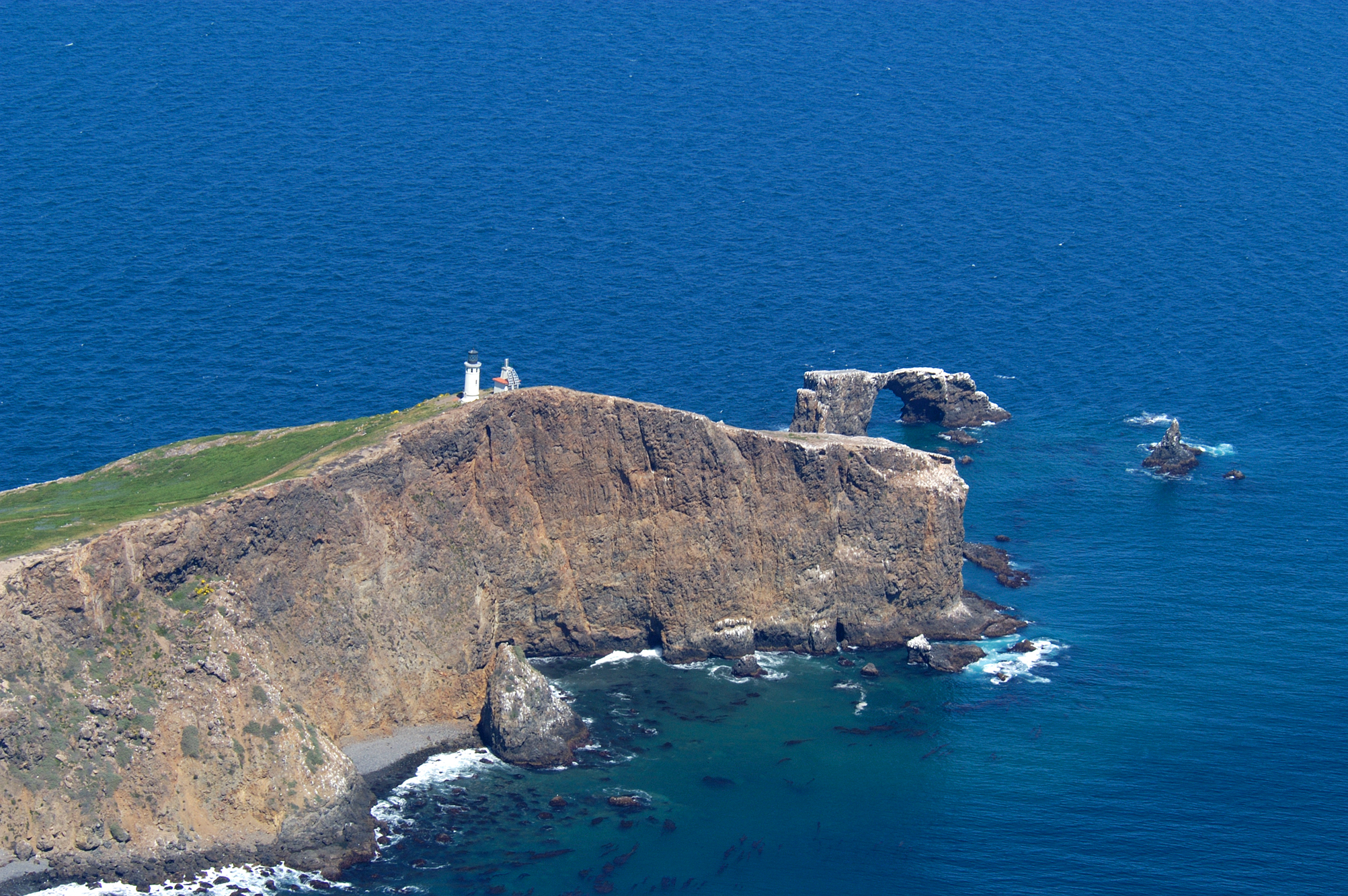
تقع منارة أناكابا على الطرف الشرقي للجزيرة. قوس البحر (كما هو موضح أعلاه) في الوسط الأيمن.

جزيرة أناكابا ( تشوماش : أنيابكس، لوكتيكي ) هي جزيرة بركانية صغيرة تقع على بعد حوالي 18 كيلومتر (11 ميل) قبالة ساحل بورت هوينيمي بكاليفورنيا، في مقاطعة فينتورا . تتكون الجزيرة من سلسلة من الجزر الضيقة بطول 10 كيلومتر (6 ميل)، موجهة بشكل عام بين الشرق والغرب وتقع على بعد 8 كيلومتر (5 ميل) شرق جزيرة سانتا كروز. تعرف الجزر الثلاث الرئيسية، أناكابا الشرقية والوسطى والغربية، بشكل جماعي باسم أناكاباس من قبل بعض المؤلفين  . تحتوي جميع الجزر الثلاث على جروف شديدة الانحدار تنحدر بشدة إلى البحر.
أناكابا هي أصغر الجزر الشمالية لأرخبيل جزر القناة، وتقع داخل متنزه جزر القناة الوطني. تقع على بعد 14.5 كيلومتر (9.0 ميل) عبر قناة سانتا باربرا من أقرب نقطة في البر الرئيسي. تقع جنوب غرب مدينة فينتورا.

## المناخ
تشهد هذه المنطقة صيفًا دافئًا وجافًا وشتاءًا معتدلًا مع عدم وجود متوسط درجات حرارة شهرية أعلى من 71.6 °ف (22.0 °م) . مناخها معتدل إلى حد كبير بالمحيط الهادئ. وفقًا لنظام تصنيف مناخ كوبن، تتمتع جزيرة أناكابا بمناخ متوسطي صيفي دافئ، يُختصر بـ "Csb" على خرائط المناخ. 
| البيانات المناخية لـAnacapa Island      | البيانات المناخية لـAnacapa Island | البيانات المناخية لـAnacapa Island | البيانات المناخية لـAnacapa Island | البيانات المناخية لـAnacapa Island | البيانات المناخية لـAnacapa Island | البيانات المناخية لـAnacapa Island | البيانات المناخية لـAnacapa Island | البيانات المناخية لـAnacapa Island | البيانات المناخية لـAnacapa Island | البيانات المناخية لـAnacapa Island | البيانات المناخية لـAnacapa Island | البيانات المناخية لـAnacapa Island | البيانات المناخية لـAnacapa Island |
| الشهر                                   | يناير                              | فبراير                             | مارس                               | أبريل                              | مايو                               | يونيو                              | يوليو                              | أغسطس                              | سبتمبر                             | أكتوبر                             | نوفمبر                             | ديسمبر                             | المعدل السنوي                      |
| --------------------------------------- | ---------------------------------- | ---------------------------------- | ---------------------------------- | ---------------------------------- | ---------------------------------- | ---------------------------------- | ---------------------------------- | ---------------------------------- | ---------------------------------- | ---------------------------------- | ---------------------------------- | ---------------------------------- | ---------------------------------- |
| متوسط درجة الحرارة الكبرى °ف (°م)       | 62.1 (16.7)                        | 62.8 (17.1)                        | 64.5 (18.1)                        | 67.5 (19.7)                        | 70.1 (21.2)                        | 72.1 (22.3)                        | 74.3 (23.5)                        | 74.0 (23.3)                        | 73.5 (23.1)                        | 71.3 (21.8)                        | 64.8 (18.2)                        | 63.0 (17.2)                        | 68.5 (20.3)                        |
| متوسط درجة الحرارة الصغرى °ف (°م)       | 50.8 (10.4)                        | 50.1 (10.1)                        | 50.7 (10.4)                        | 52.0 (11.1)                        | 54.7 (12.6)                        | 57.2 (14.0)                        | 59.2 (15.1)                        | 60.3 (15.7)                        | 60.1 (15.6)                        | 58.2 (14.6)                        | 52.2 (11.2)                        | 51.0 (10.6)                        | 54.9 (12.7)                        |
| الهطول إنش (مم)                         | 5.36 (136)                         | 4.28 (109)                         | 3.10 (79)                          | 1.27 (32)                          | 0.46 (12)                          | 0.18 (4.6)                         | 0.15 (3.8)                         | 0.04 (1.0)                         | 0.23 (5.8)                         | 0.52 (13)                          | 1.53 (39)                          | 3.24 (82)                          | 20.36 (517)                        |
| المصدر: Western Regional Climate Center |                                    |                                    |                                    |                                    |                                    |                                    |                                    |                                    |                                    |                                    |                                    |                                    |                                    |

## معرض الصور

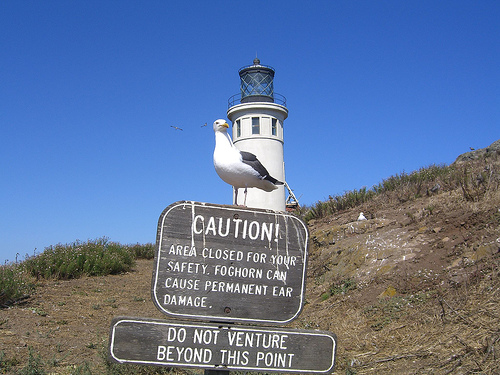
منارة في جزيرة أناكابا
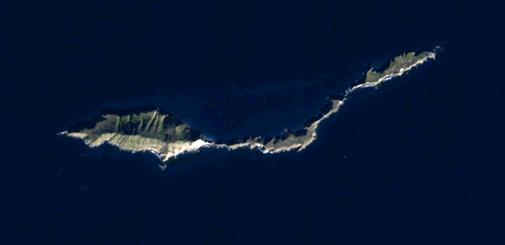
صورة القمر الصناعي من ناسا لجزيرة أناكابا
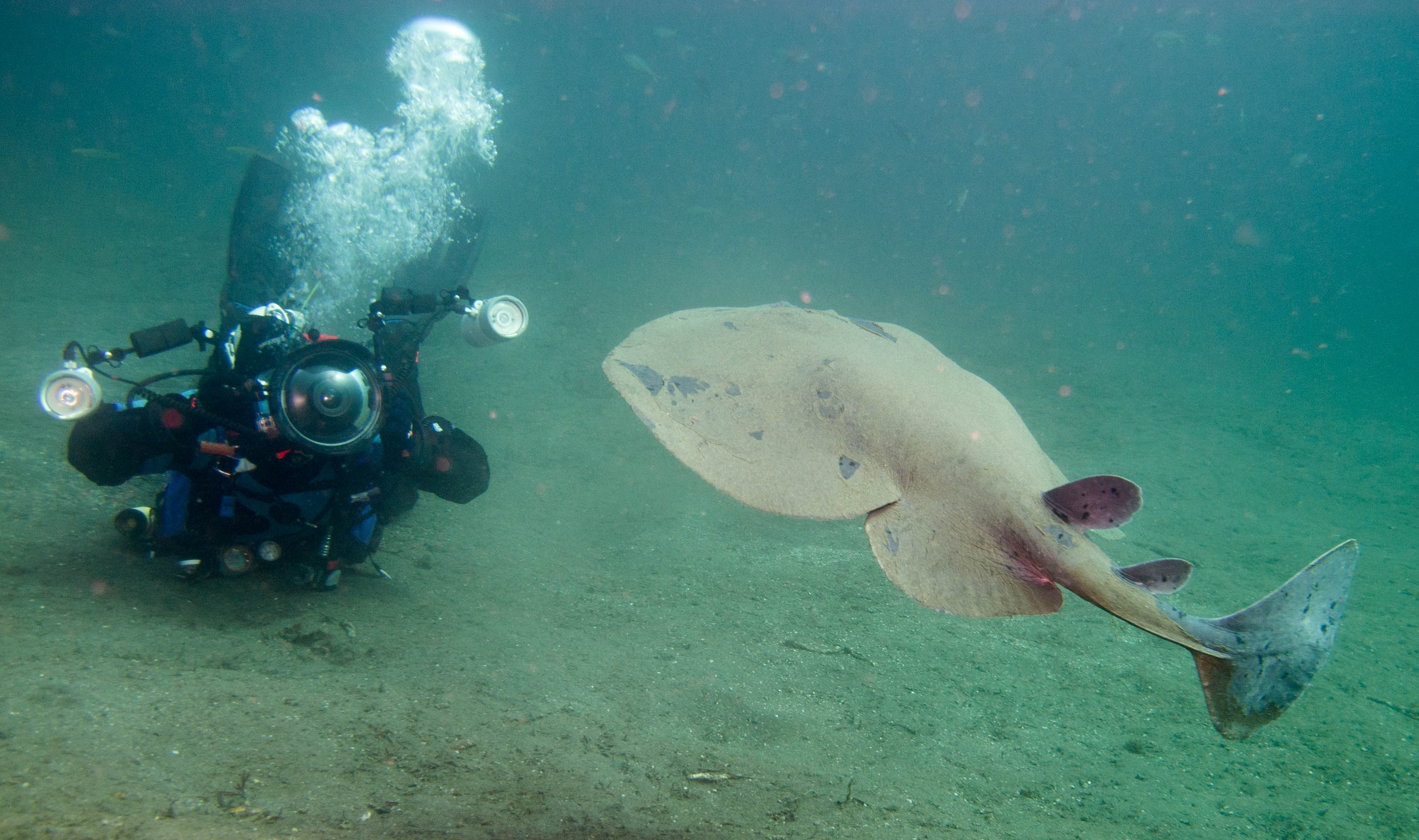
باسيفيك إليكتريك راي ( طوربيد كاليفورنيكا ) قبالة ساحل أناكابا
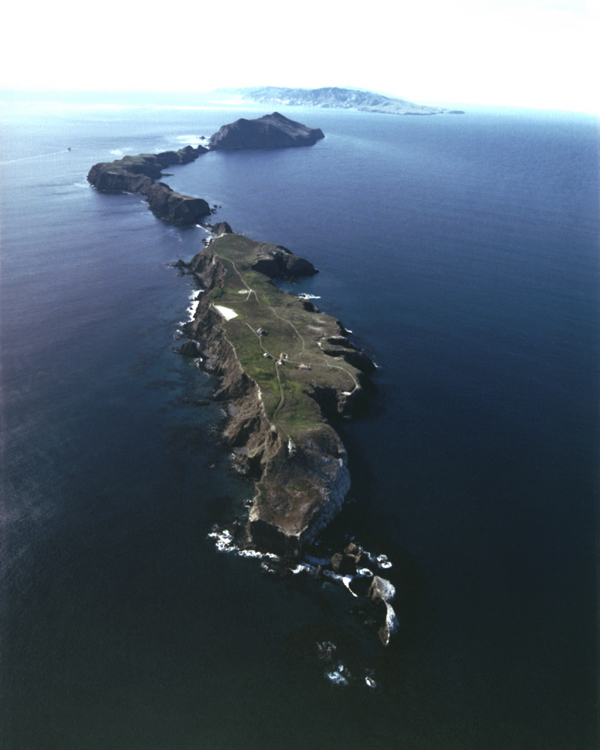
منظر جوي لأناكابا مع المنارة ومحطة خفر السواحل في شرق أناكابا في المقدمة وخلف أناكابا الوسطى والغربية. جزيرة سانتا كروز تلوح في الأفق.
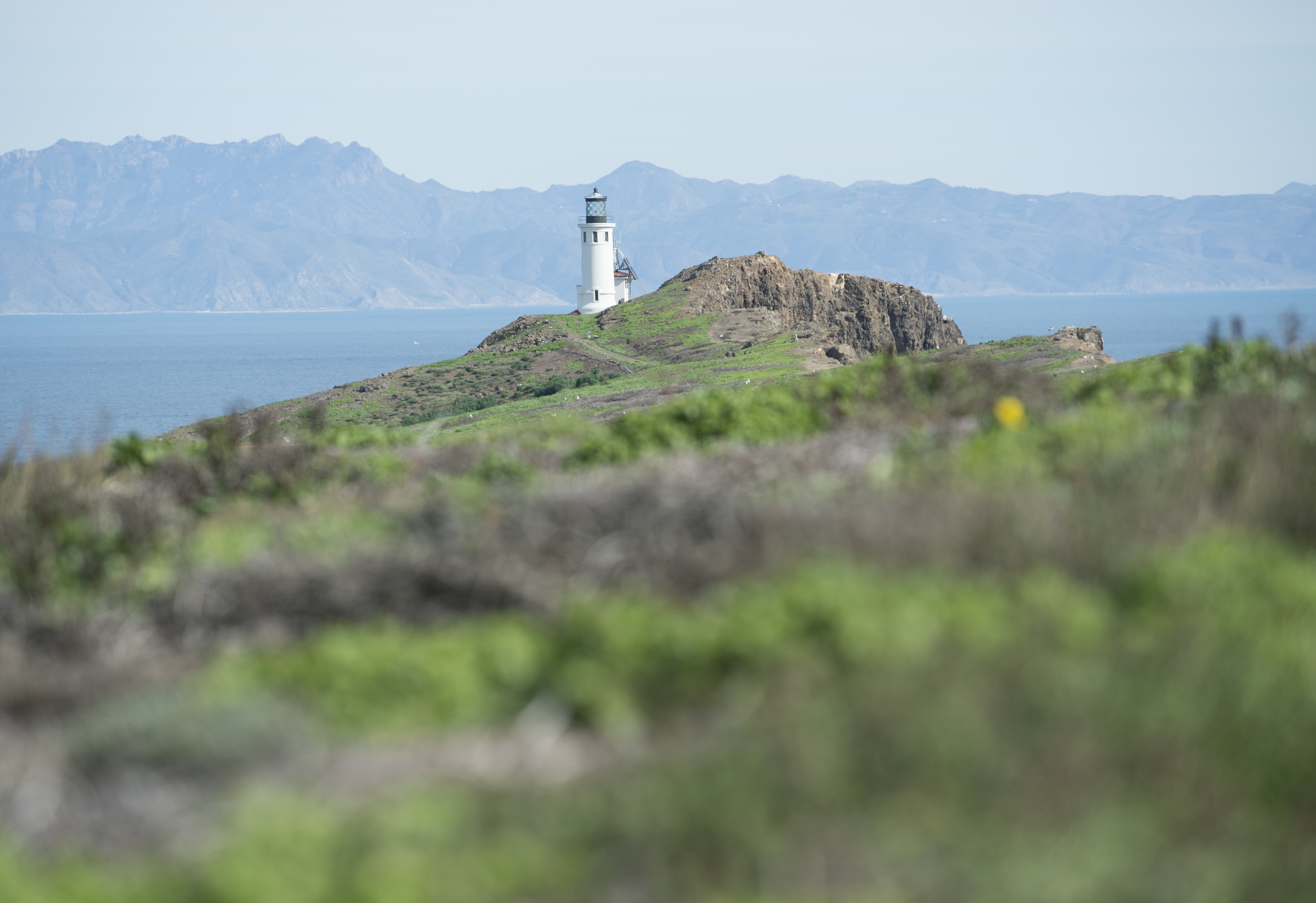
التطلع نحو البر الرئيسي في كاليفورنيا عبر قناة سانتا باربرا

## روابط خارجية
- متنزه جزر القناة الوطني
- محمية جزر القناة البحرية الوطنية
- موقع جزيرة أناكابا بالصور والتاريخ
- وينفيلد سكوت التاريخ
- مدونة استعادة جزيرة أناكابا
- تطوع في جزيرة أناكابا!